# Hewson Glacier
Hewson Glacier är en glaciär i Antarktis. Den ligger i Östantarktis. Nya Zeeland gör anspråk på området. Hewson Glacier ligger 1 018 meter över havet.
Terrängen runt Hewson Glacier är varierad. Trakten är obefolkad. Det finns inga samhällen i närheten.